# Число Нуссельта
Число́ Ну́ссельта ({\displaystyle \mathrm {Nu} }) — характеристичне число і критерій подібності теплових процесів, що характеризує співвідношення густини дійсного теплового потоку до такого, який би мав місце в умовах чистої теплопровідності через шар рідини завтовшки {\displaystyle l}. Характеризує інтенсивність переходу теплоти (теплопередачі) на границі потік-стінка для стаціонарних процесів конвекційного теплообміну в однофазній нестисливій рідині з постійними (окрім густини) фізичними властивостями:
{\displaystyle {\mathit {N}}u={\frac {Kl}{\lambda }}}
де:
- {\displaystyle K} — коефіцієнт теплоперенесення;
- {\displaystyle l} — характеристичний розмір;
- {\displaystyle {\lambda }} — коефіцієнт теплопровідності.

Назву критерій отримав на честь Вільгельма Нуссельта (нім. Ernst Kraft Wilhelm Nußelt, 1882 — 1957) — німецького інженера-дослідника.
Назва «число Біо» для цього числа застосовується тоді, коли число Нуссельта зарезервовано для характеристики конвективного перенесення теплоти
Залежність Nu=f(Re, Pr) можна трактувати таким чином: кількість тепла, яке переноситься (Nu) залежить від виду швидкісного поля (Re) і його зв’язку з полем температур (Pr). 